# Omul care ne trebuie
Omul care ne trebuie este un film românesc din 1979 regizat de Manole Marcus. Rolurile principale au fost interpretate de actorii Ilarion Ciobanu, Jeana Gorea, Octavian Cotescu și Catrinel Dumitrescu.

## Distribuție
Distribuția filmului este alcătuită din:
- Ilarion Ciobanu — maistrul betonist Vasile Mutu[2]
- Jana Gorea — Aneta Mutu, soția lui Vasile[2]
- Octavian Cotescu — Nedelcu, directorul general al trustului de construcții[2]
- Catrinel Dumitrescu — Geta Mutu, fiica soților Gorea, pasionată de actorie[2]
- Jean Constantin — nea Titi, antrenorul echipei de fotbal C.S. Avîntul[2]
- Mircea Anghelescu — Șerpescu, adjunctul primarului[2]
- Marga Barbu — soția lui Șerpescu[2]
- Vasile Cosma — președintele clubului de fotbal C.S. Avîntul[2]
- Ovidiu Schumacher — profesorul de matematică[2]
- Cornel Coman — primarul orașului[2]
- Dem Niculescu — Ionașcu, șeful Serviciului Personal al trustului de construcții
- Adrian Petrache — Otto, pasagerul din tren care o agață pe Geta
- Dinu Apetrei — Liviu, fiul soților Șerpescu, iubitul Getei
- Dumitru Rucăreanu — bișnițarul Eduard
- George Mihăiță — instructorul de la Casa de Cultură a orașului[2]
- Nicolae Praida — maistrul Grigore, coleg de serviciu al lui Mutu
- Alexandru Stark — reporterul TV[2]
- Emil Bozdogescu — inspectorul Dimoftache de la ICRAL[2]
- Maria Rotaru — profesoară la IATC
- Zephi Alșec — președintele comisiei de admitere la IATC
- Aristide Teică — croitorul Hudac, noul locatar[2]
- Mircea Stoian — Gigel Mutu, fiul soților Mutu, pasionat de matematică și de fotbal[2]
- Gheorghe Țoropoc
- Dumitru Drăgan
- Matei Alexandru — secretarul comitetului de partid al trustului (nemenționat)[2]
- Vasile Popa — actor în filmul Zbor pe verticală (nemenționat)
- Cristian Șofron — candidat la admiterea la IATC (nemenționat)

## Primire
Filmul a fost vizionat de 2.711.634 de spectatori în cinematografele din România, după cum atestă o situație a numărului de spectatori înregistrat de filmele românești de la data premierei și până la data de 31 decembrie 2014 alcătuită de Centrul Național al Cinematografiei.